# 申沃客车
上海申沃客车有限公司是一家主要生产“申沃”和“沃尔沃”品牌的7~25米中大型城市公交车以及旅游和公路客车的客車製造公司。在台灣以及中国的上海，南京，宁波，青岛，湖南，云南，天津等地均有申沃客车的踪迹。该公司由上海汽车集团股份有限公司、沃尔沃（中国）投资有限公司、瑞典沃尔沃客车公司（Volvo Buses）的联合投资组建，初始总投资9700万美元注册资本5422万美元，中外双方各占50%；现注册资本87,116万人民币，中方占80.5%，外方占19.5%。注册地址为中国上海市闵行区光中路18号。
2018年4月，沃尔沃（中国）投资有限公司（VIC）、瑞典沃尔沃客车公司（VBC）退出申沃，所有股权持有者变更为上汽集团。自此，上海申沃成为上海汽车集团股份有限公司所属全资企业。
申沃公司厂区面积14万平方米，建筑面积6万多平方米, 并建设有底盘、车身、涂装、总装生产线和检测线，具备整车2000台/年、底盘3000台/年的产能。

## 使用沃尔沃品牌的产品

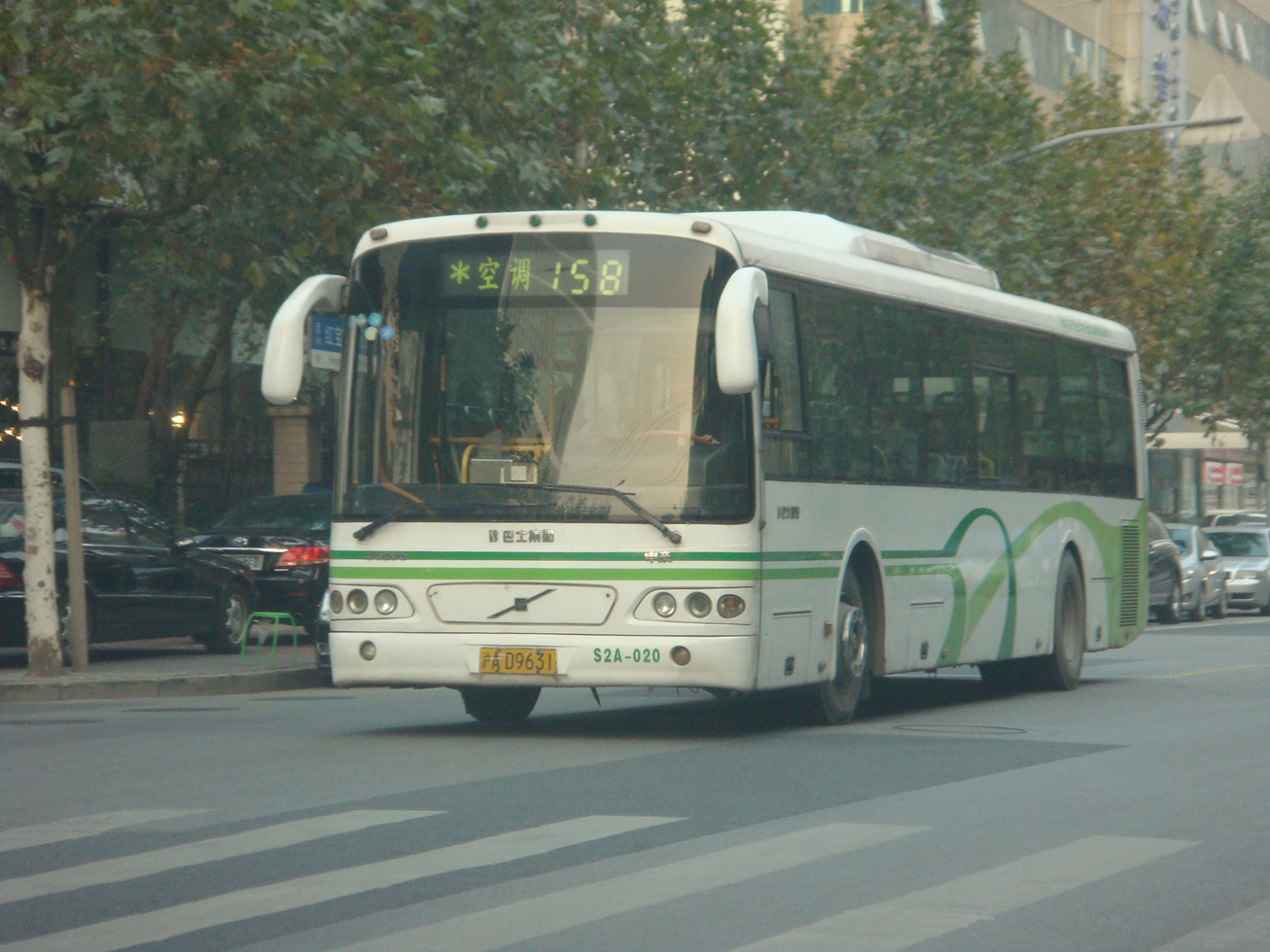
在沃尔沃B7R底盘上制造的SWB6120KHV-3型是申沃最早的产品，当时称“申豪”

- SWB6180LF，底盘为沃尔沃B9SALF，整车长度18000mm，轴距5000+7300mm，国三排放
- SWB6128V8LF
- SWB6128V8
- SWB6120V6LE，底盘为沃尔沃B7RLE，整车长度11880mm，轴距6300mm，国四排放
- SWB6120V4LE，底盘为沃尔沃B7RLE，整车长度11880mm，轴距6300mm，国三排放
- SWB6120V6，整车长度11880mm，轴距6300mm，国四排放，未量产车型，有两辆样车，一辆搭配自动变速箱，一辆搭配手动变速箱
- SWB6120V4，整车长度11880mm，轴距6300mm，国三排放
- SWB6100V7，整车长度10499mm，轴距5000mm，国四排放，未量产车型
- SWB6100V5，整车长度10499mm，轴距5000mm，国三排放
- SWB6100V2
- SWB6120V3
- SWB6120KHV2-3
- SWB6120KHV-3
- SWB6125
- SWB6120PHEV5，未量产的车型，仅有一辆样车，外观基本与之前的SWB6120V6LE车型一致，采用了沃尔沃B5RLE混合动力低入口底盘，搭载了沃尔沃的I-SAM并联混动系统（D5F柴油机+永磁驱动电机+12档I-Shift自动机械式变速箱）

## 使用申沃品牌的产品
- SWB6188LF
- SWB6108CHEV9 插电式混联混合动力公交车
- SWB6128FCEV01 全低地板燃料电池城市客车
- SWB6127QLE 天然气低入口公交车
- SWB6127CHEV2
- SWB6107CHEV1
- SWB6121EV6
- SWB6121SC
- SWB6121EV13
- SWB6121EV12
- SWB6121EV7
- SWB6117EV4
- SWB6121EV5
- SWB6121EV2
- SWB6107CHEV3
- SWB6121EV58
- SWB6127PHEV3
- SWB6121EV59
- SWB6107PHEV8
- SWB6117Q8
- SWB6127CHEV
- SWB6127PHEV1
- SWB6107SHEV1
- SWB6127PHEV2
- SWB6127N8
- SWB6127HG4ALE
- SWB6107Q8
- SWB6105F2
- SWB6127
- SWB6127Q8
- SWB6107PHEV9
- SWB6107CHEV
- SWB6107HG4
- SWB6117HG4
- SWB6107MG4
- SWB6127HG4LE
- SWB6107PHEV10
- SWB6127PHEV4
- SWB6117MG4
- SWB6117HG4LE
- SWB6121EV57
- SWB6107HG5
- SWB6127LNG2
- SWB6107LNG
- SWB6127Q6
- SWB6107Q
- SWB6121EV3
- SWB6127HG4LE1
- SWB6107HG41
- SWB6117HG4LE1
- SWB6117HG5
- SWB6127PHEV5
- SWB6128BEV31
- SWB6128EV56
- SWB6128BEV23
- SWB6188BEV21
- SWB6108EV47
- SWB6108BEV32
- SWB6108BEV04
- SWB6128BEV01
- SWB6128BEV22
- SWB6128EV52
- SWB6128BEV59 城郊纯电动客车
- SWB6868BEV61
- SWB6868BEV64
- SWB6129BEV38
- SWB6109BEV36
- SWB6109BEV63 超级电容城市客车
- SWB6109BEV39G

## 画廊

### 中國大陸

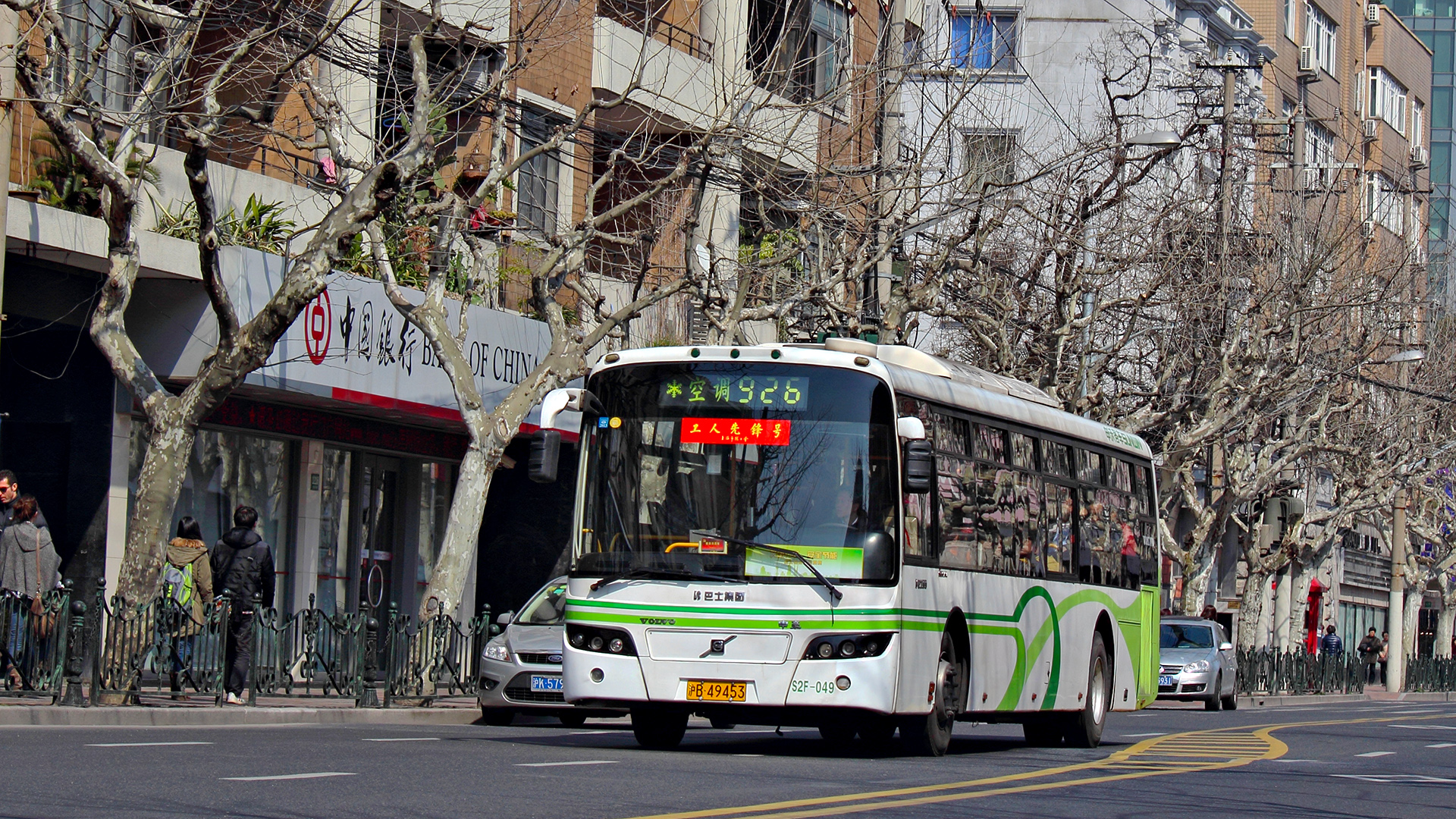
SWB6120V4 上海久事公交集团（巴士集团）
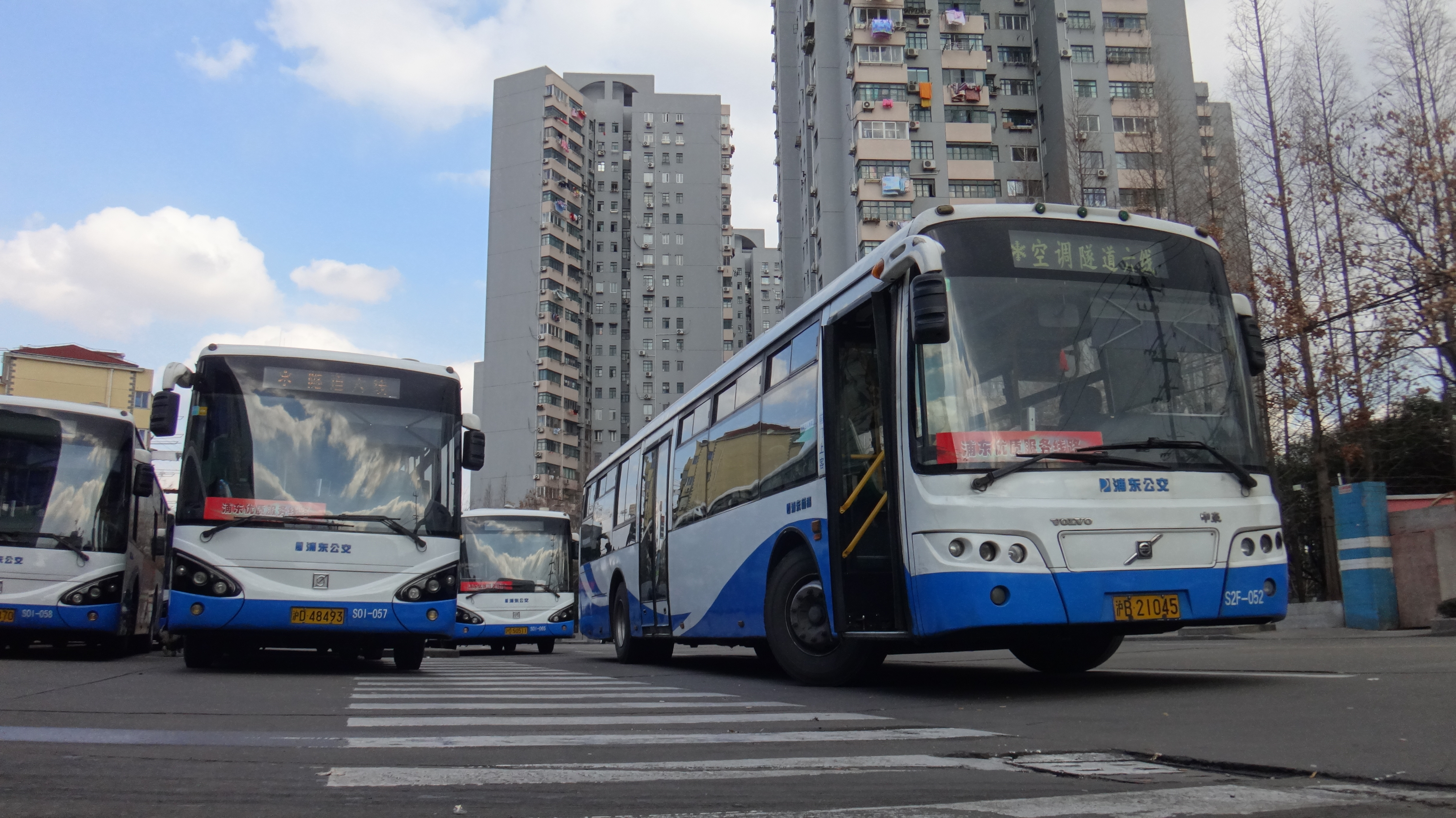
SWB6120V4 上海浦东公交
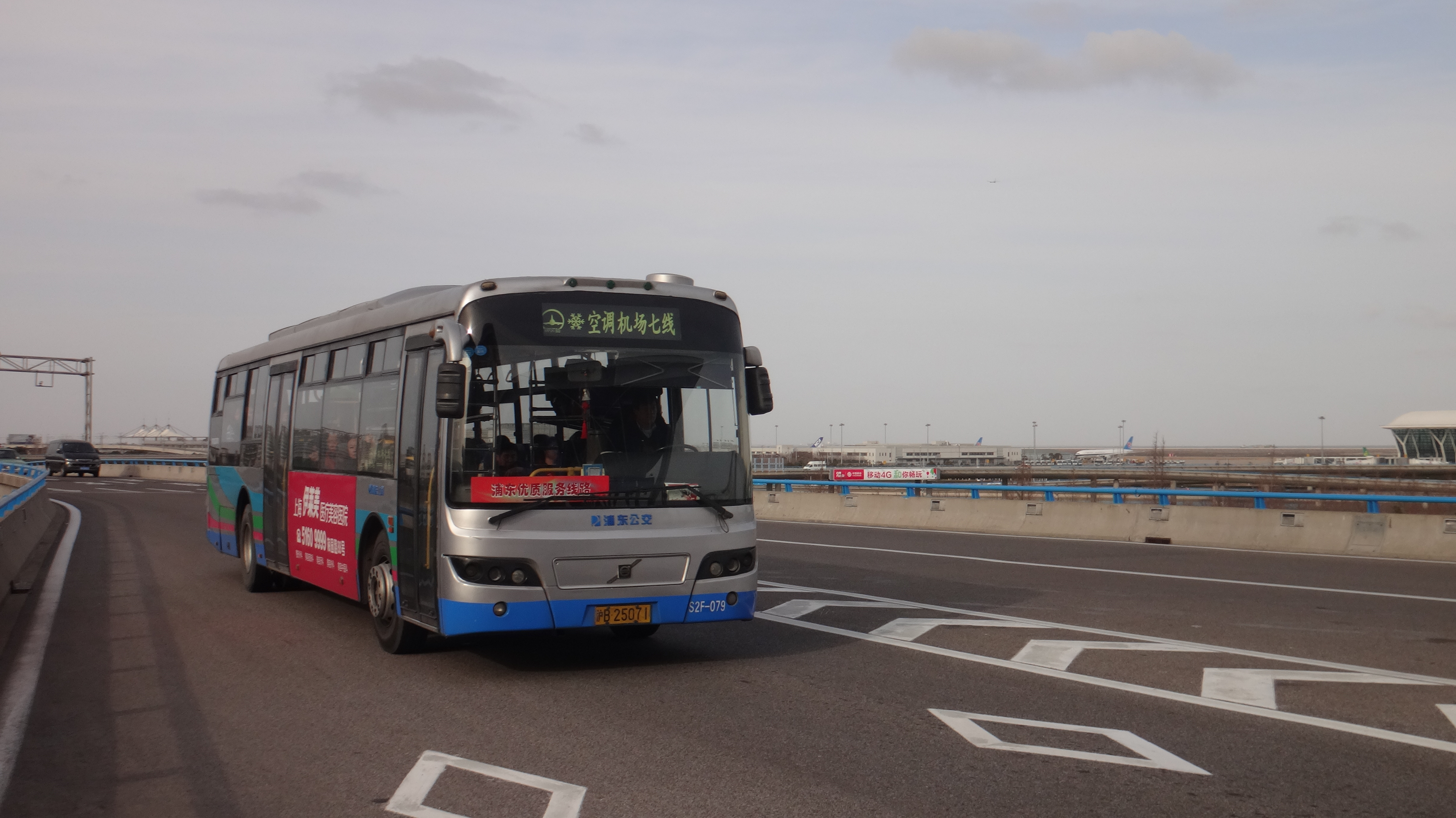
SWB6120V4 上海浦东公交机场巴士
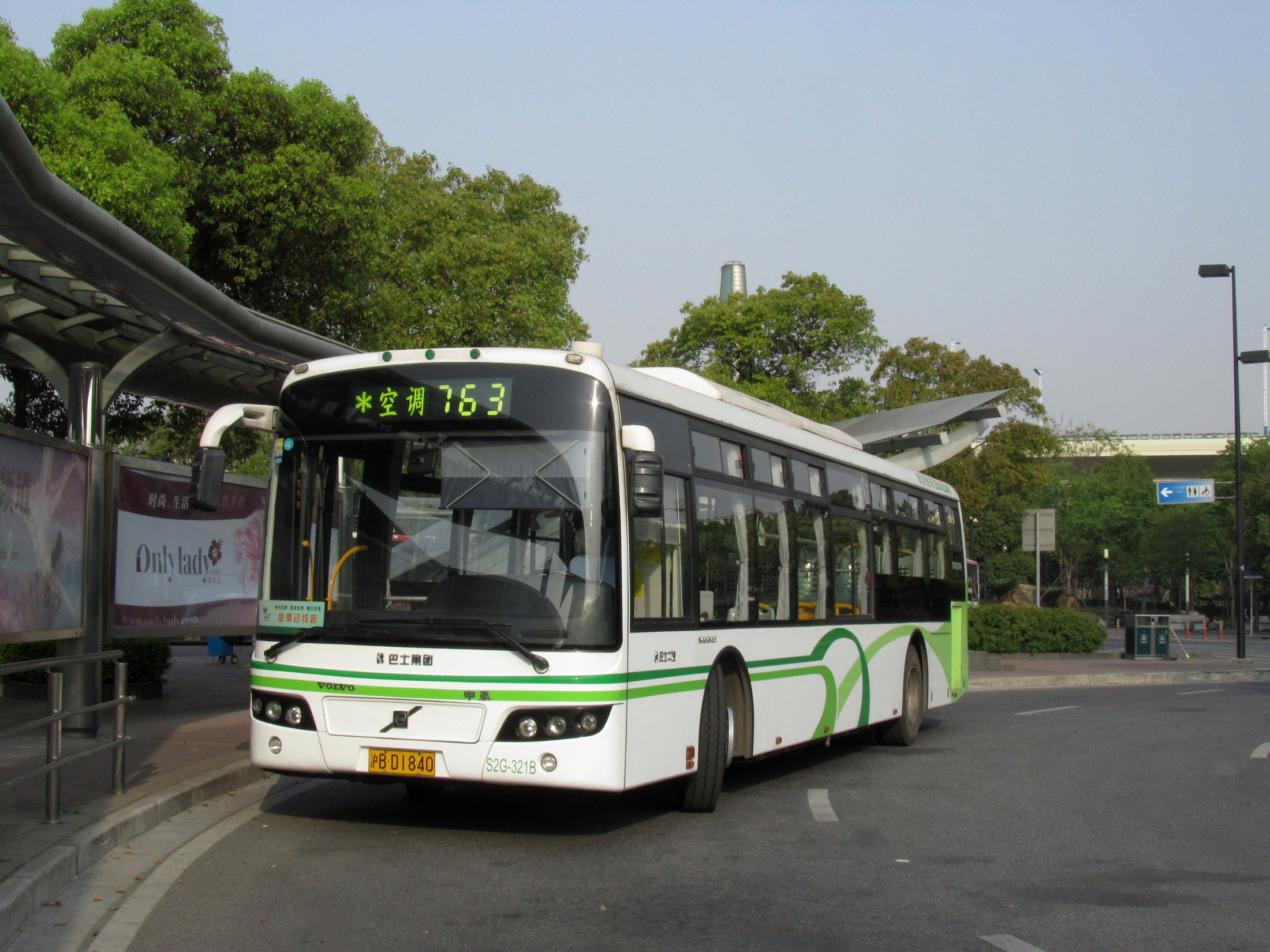
SWB6120V4LE 上海久事公交集团（巴士集团）
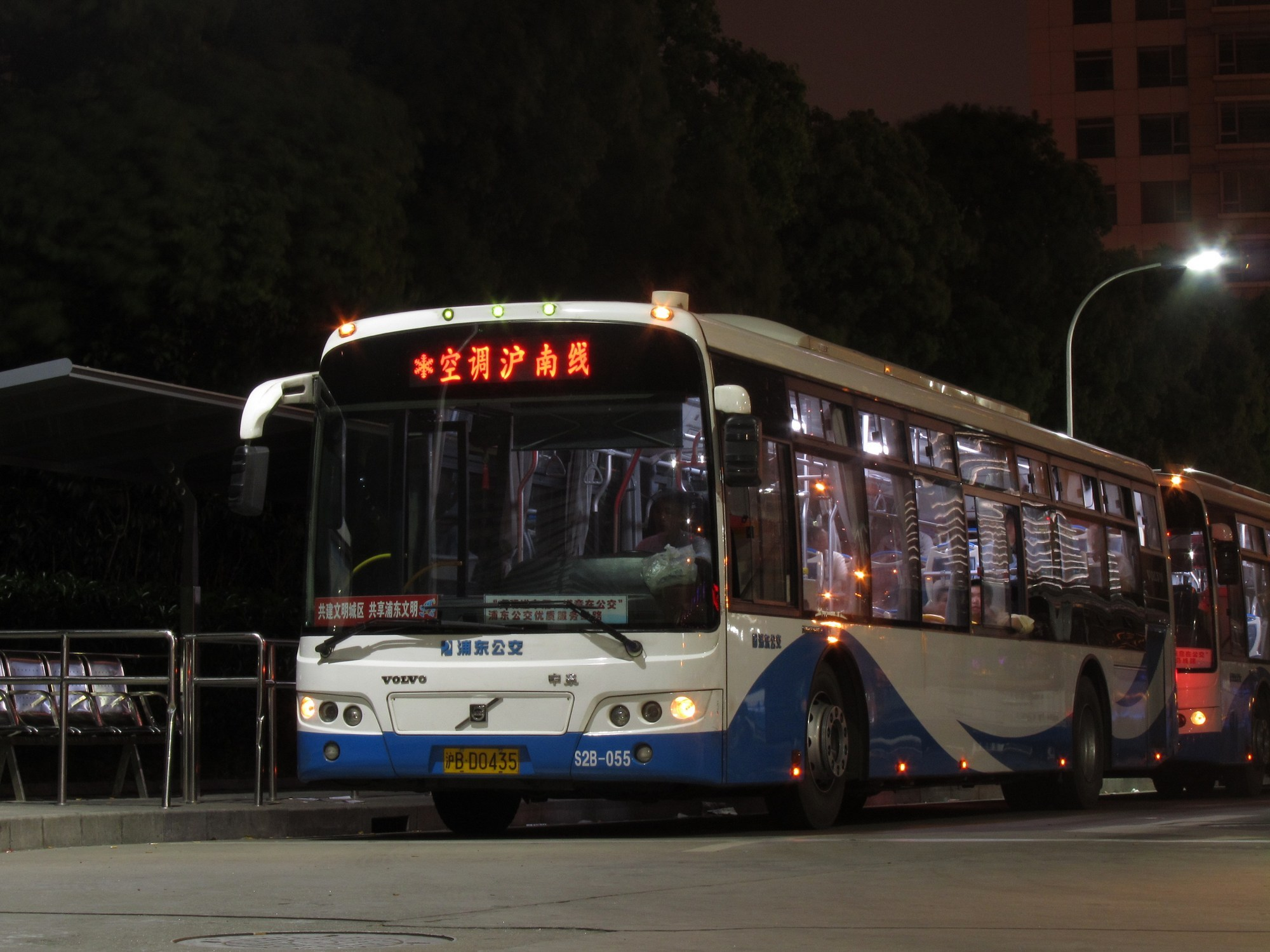
SWB6120V6LE 上海浦东公交
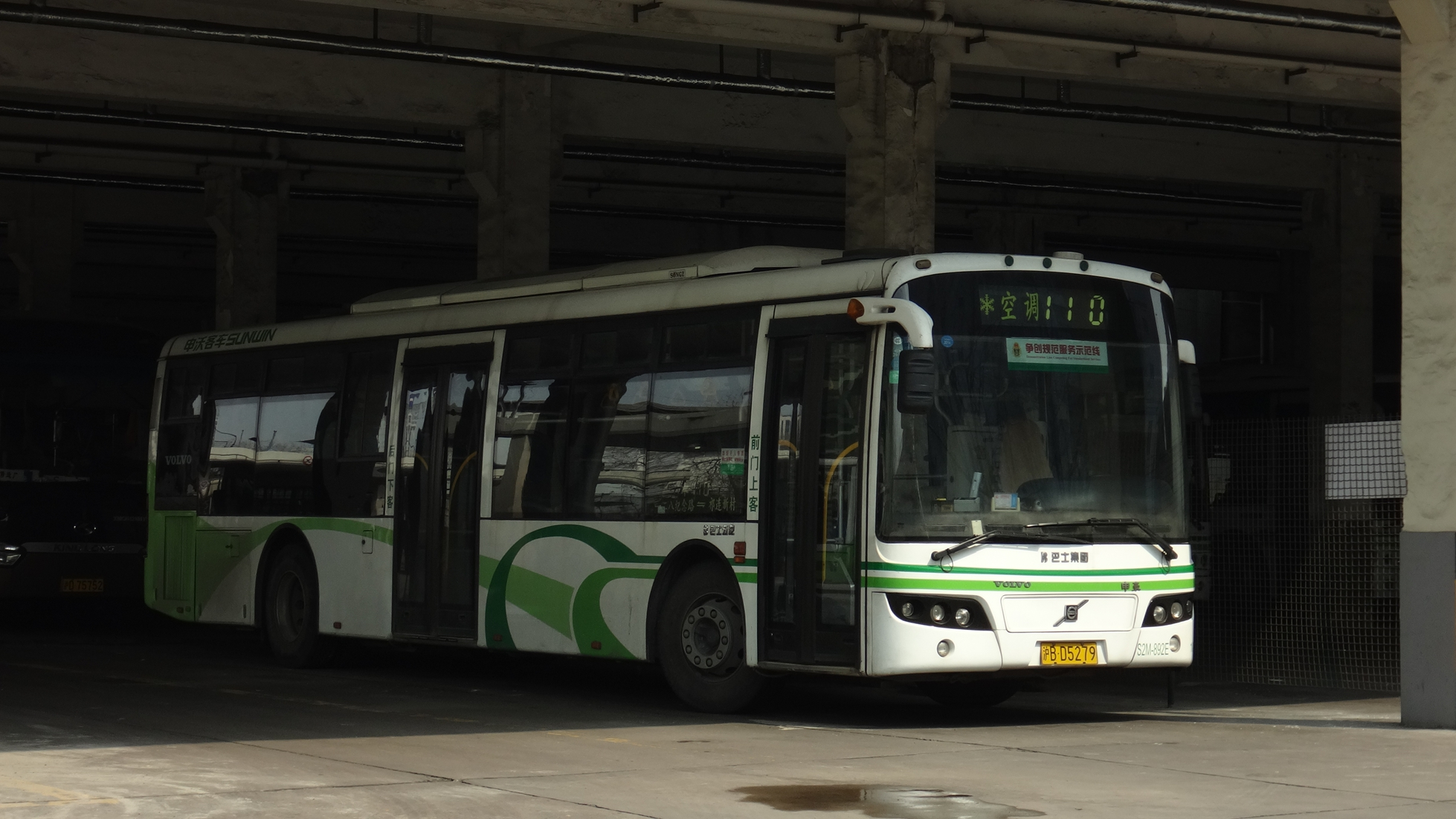
SWB6120V6LE 上海久事公交集团（巴士集团）
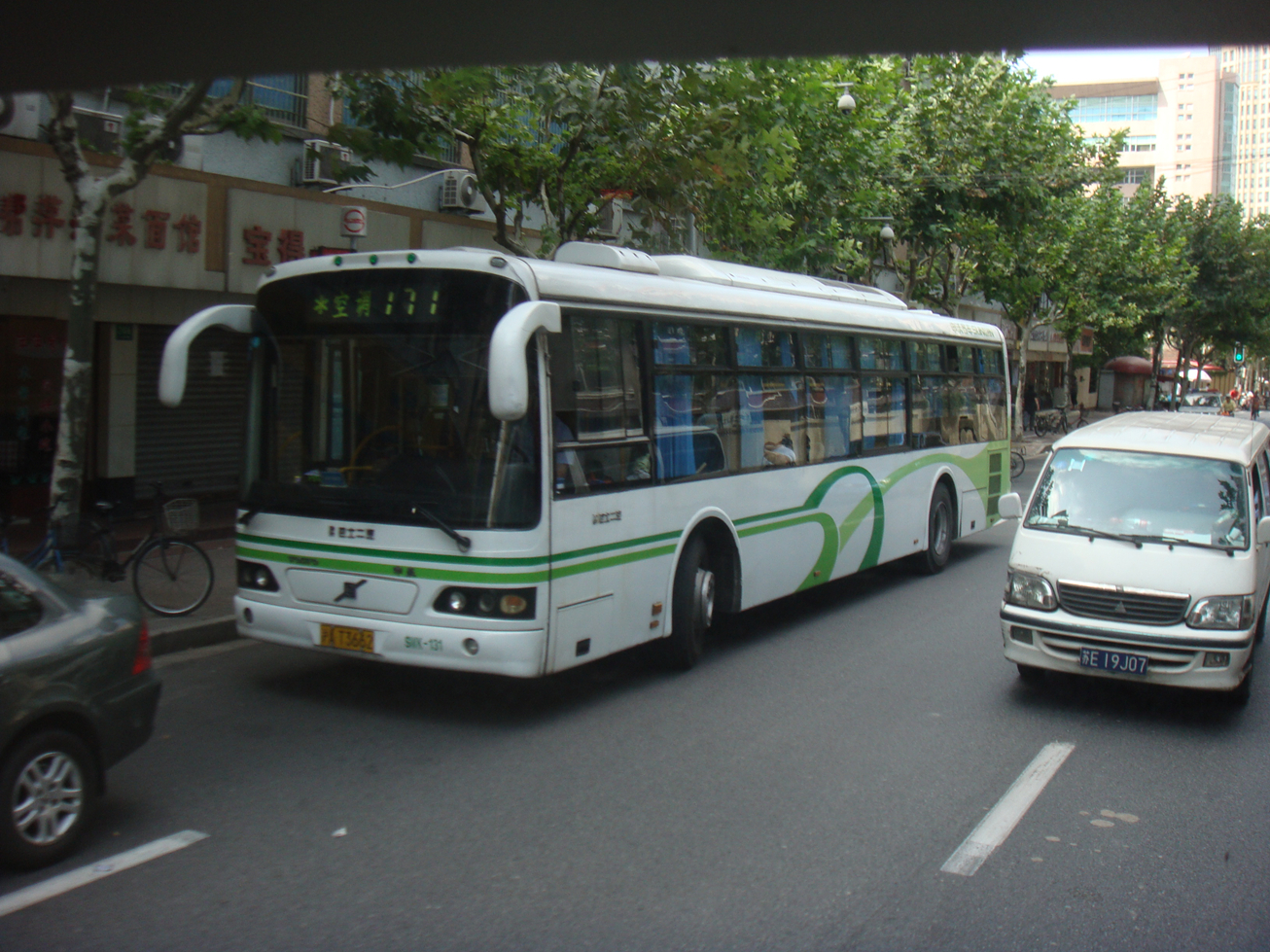
SWB6120V3 上海久事公交集团（巴士集团）
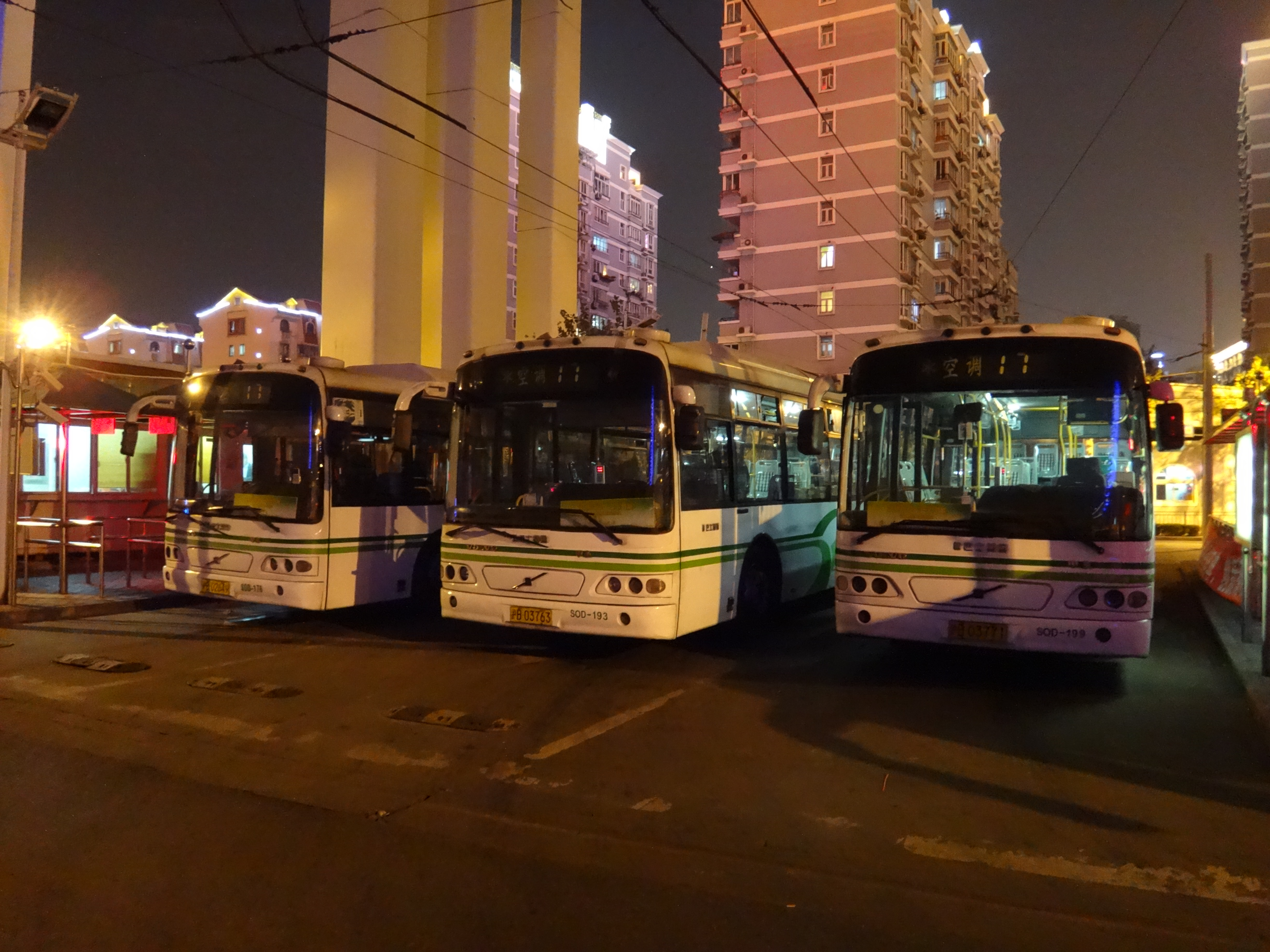
SWB6100V2 上海久事公交集团（巴士集团）
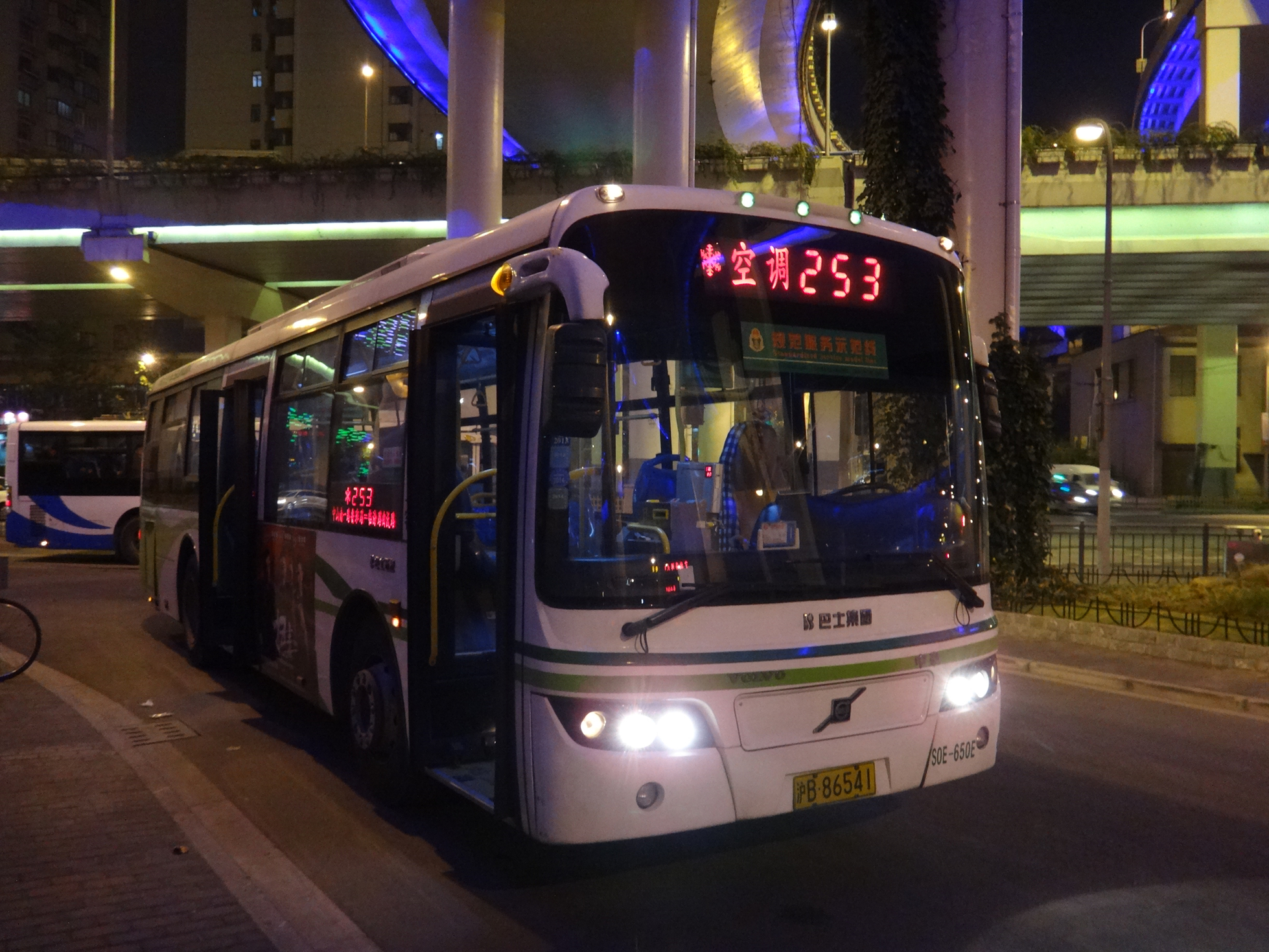
SWB6100V5 上海久事公交集团（巴士集团）
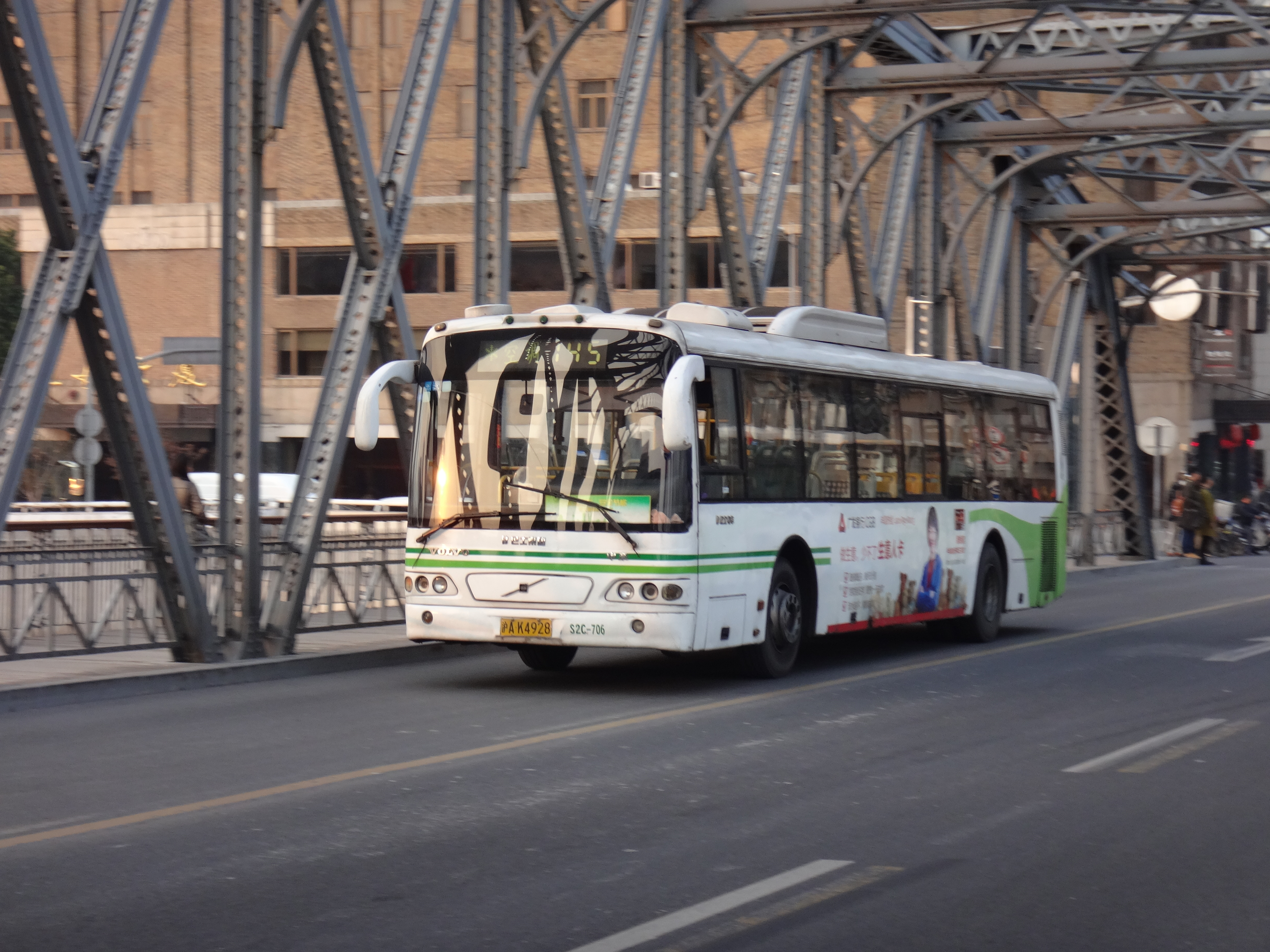
SWB6120KHV2-3 上海久事公交集团（巴士集团）
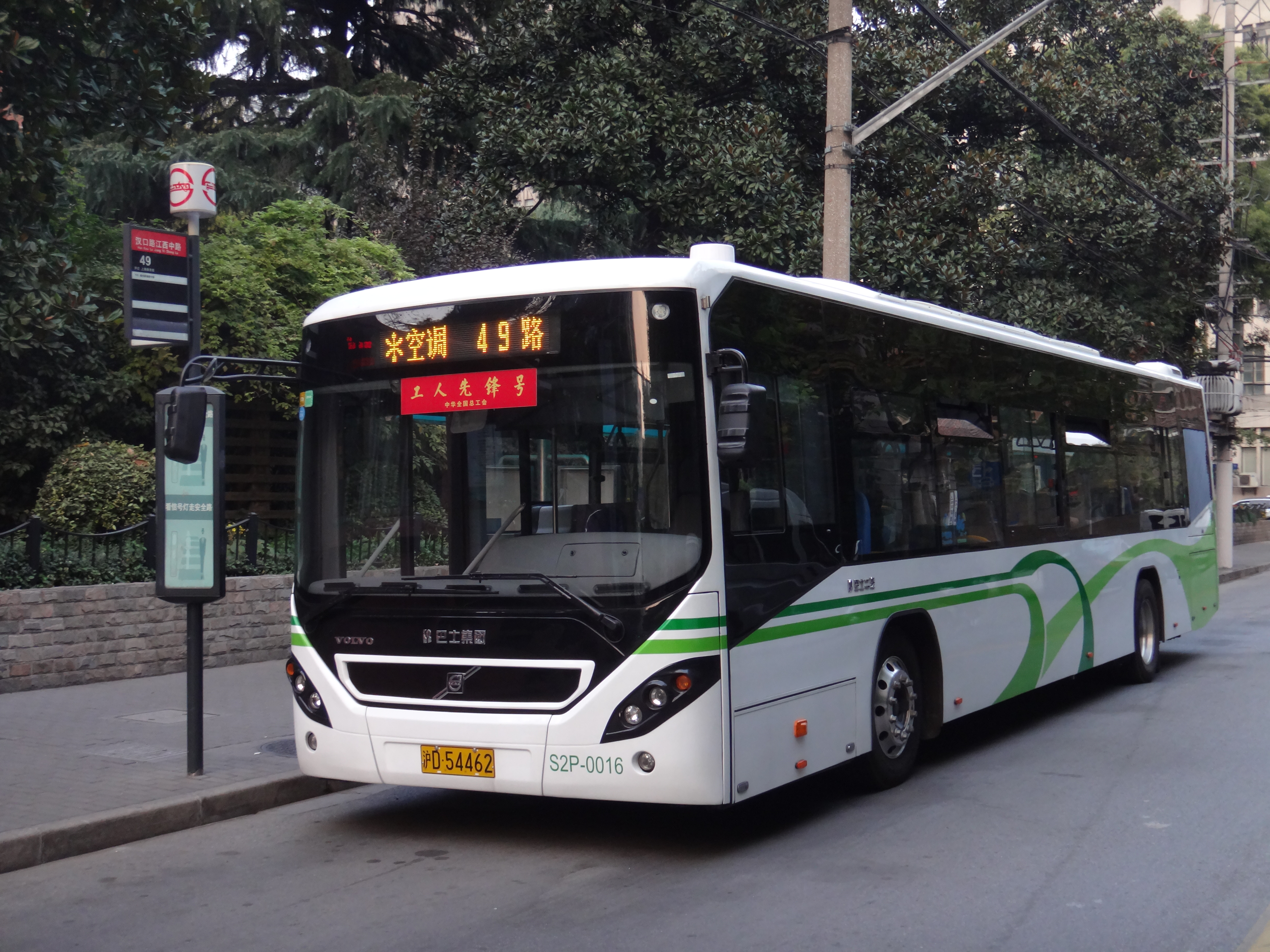
SWB6128V8LF 三门 上海久事公交集团（巴士集团）
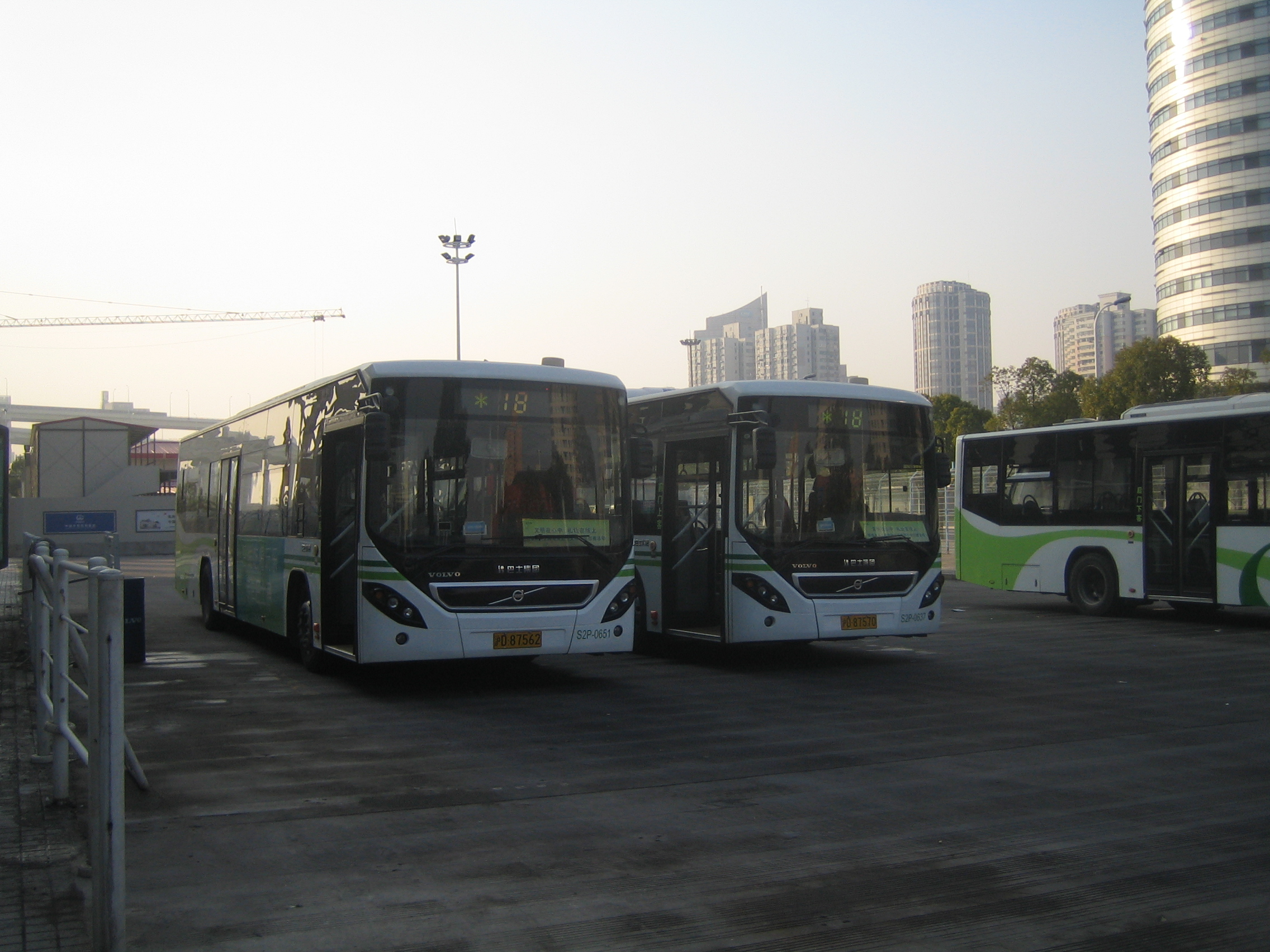
SWB6128V8LF 两门 上海久事公交集团（巴士集团）
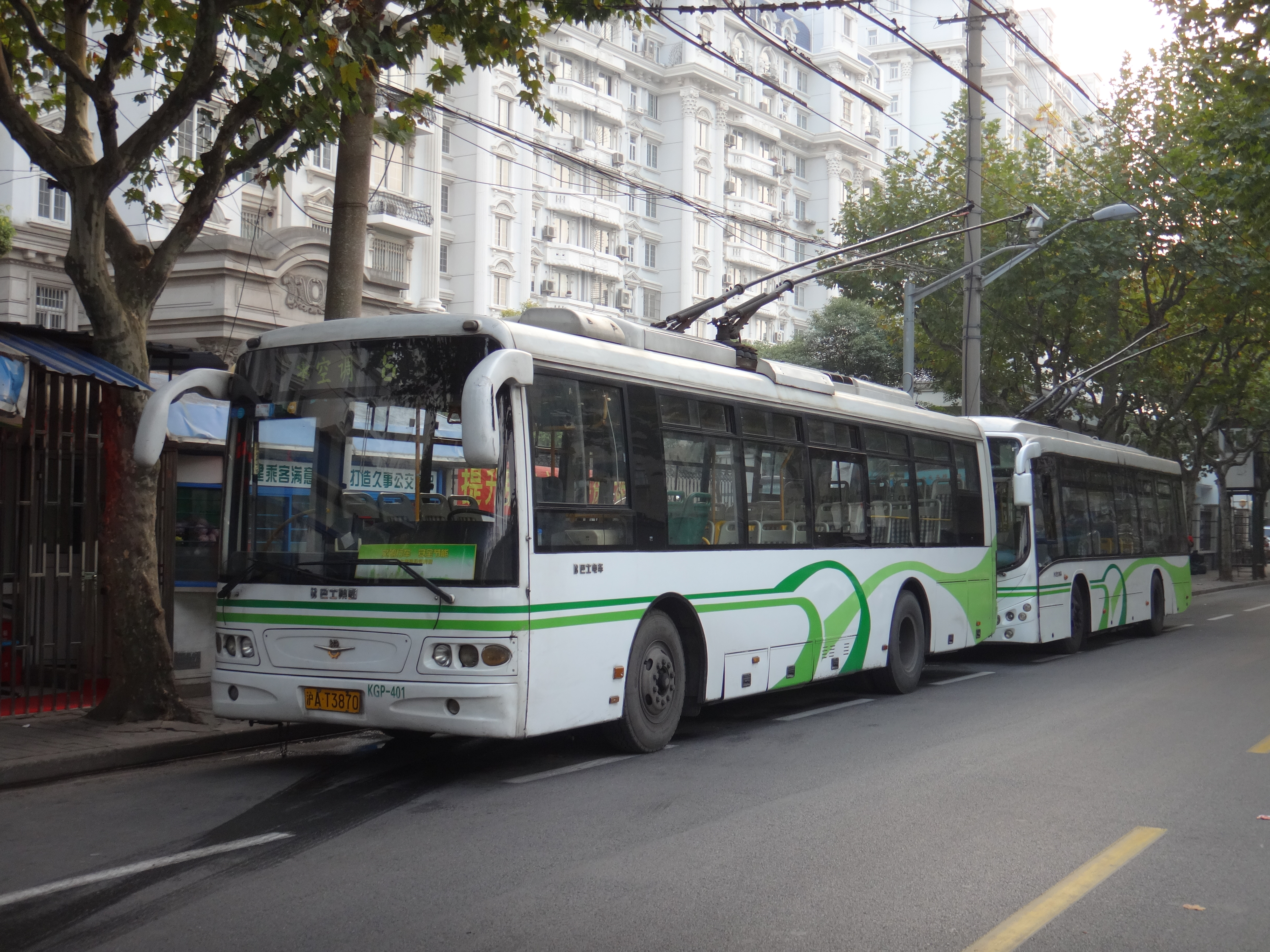
SWB5105KGP-3 上海巴士电车
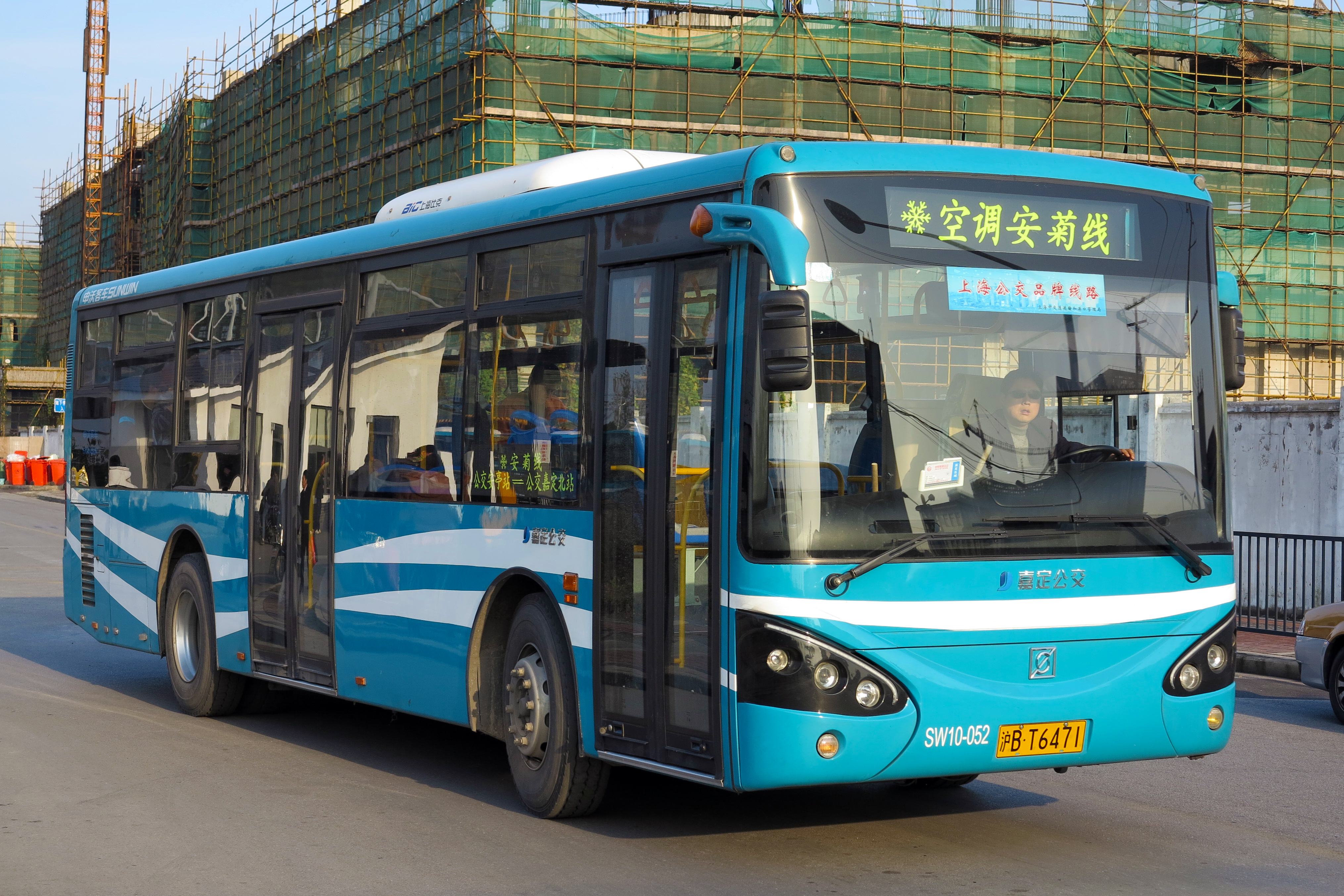
SWB6107HG4 上海嘉定公交
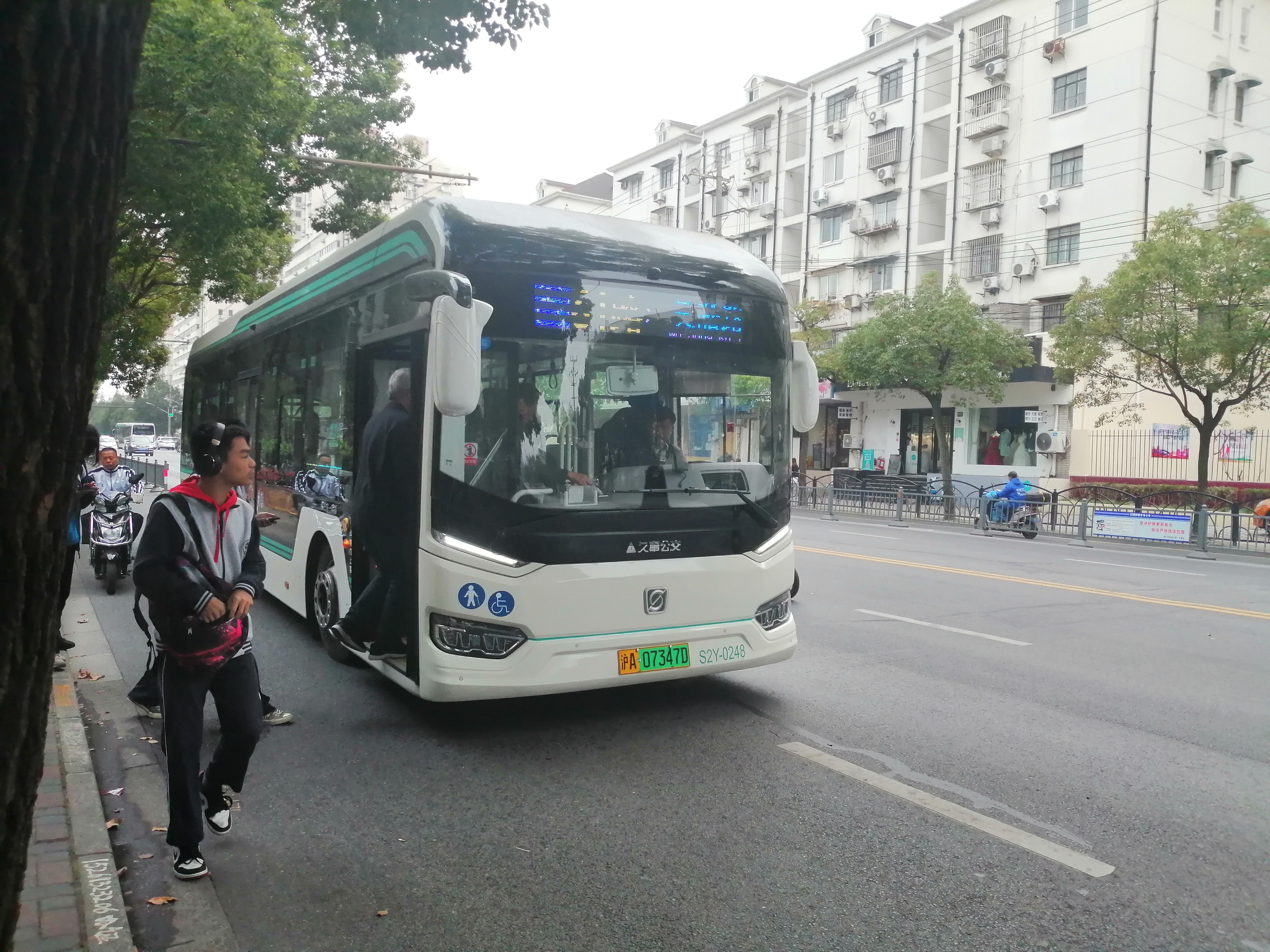
SWB6129BEV38 上海久事公交集团（巴士集团）
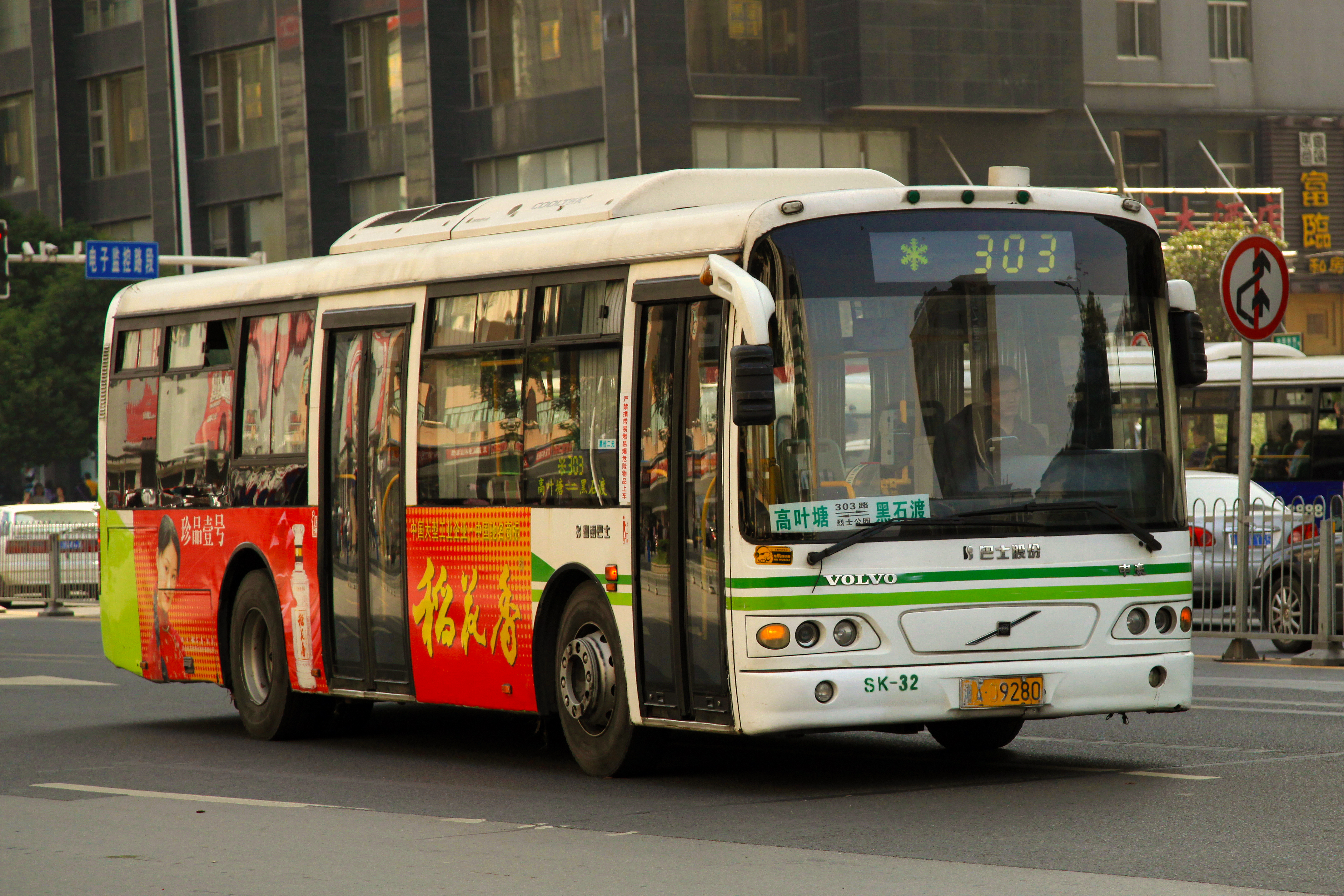
SWB6100V2 湖南长沙巴士
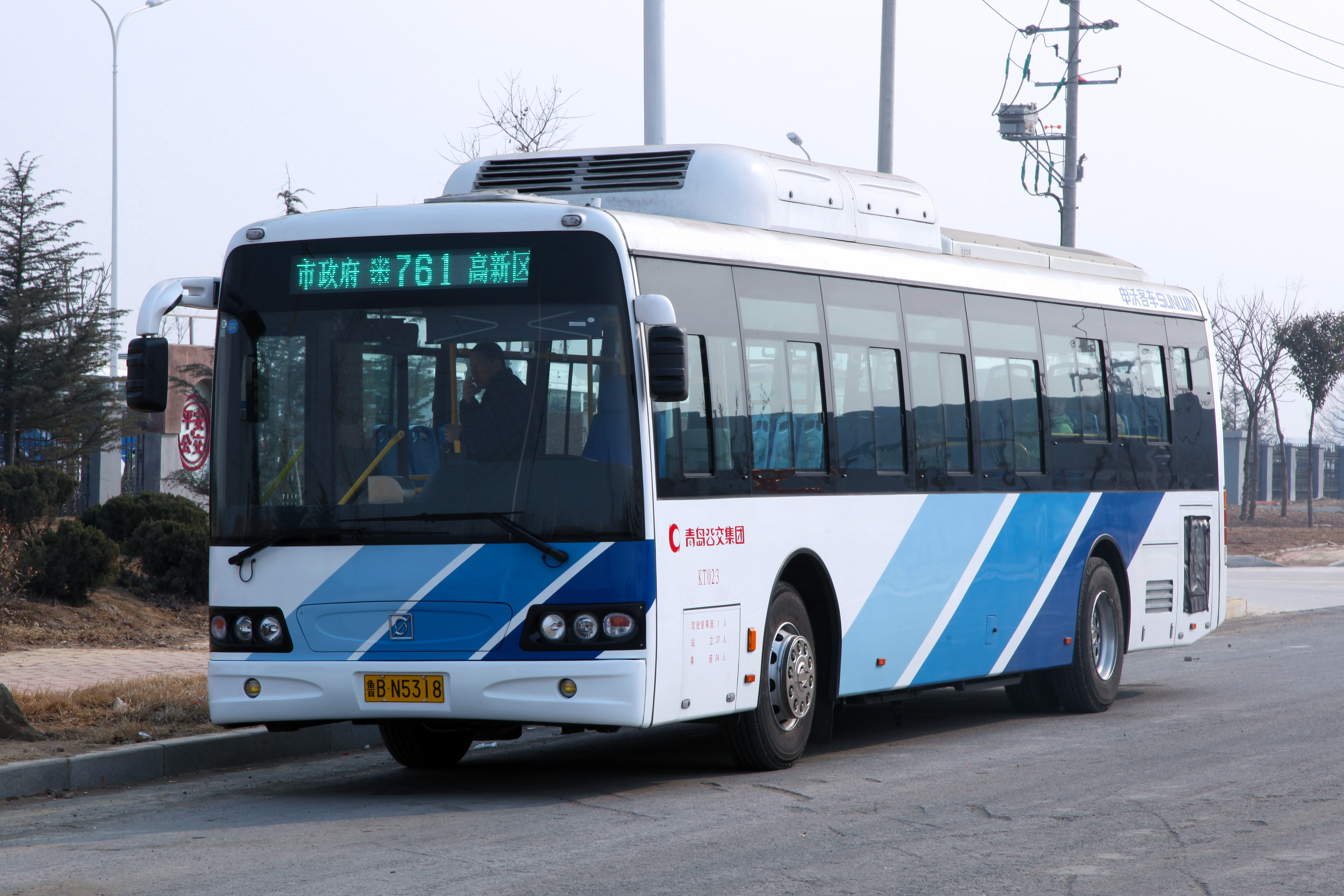
SWB6115Q7-3 青岛公交集团
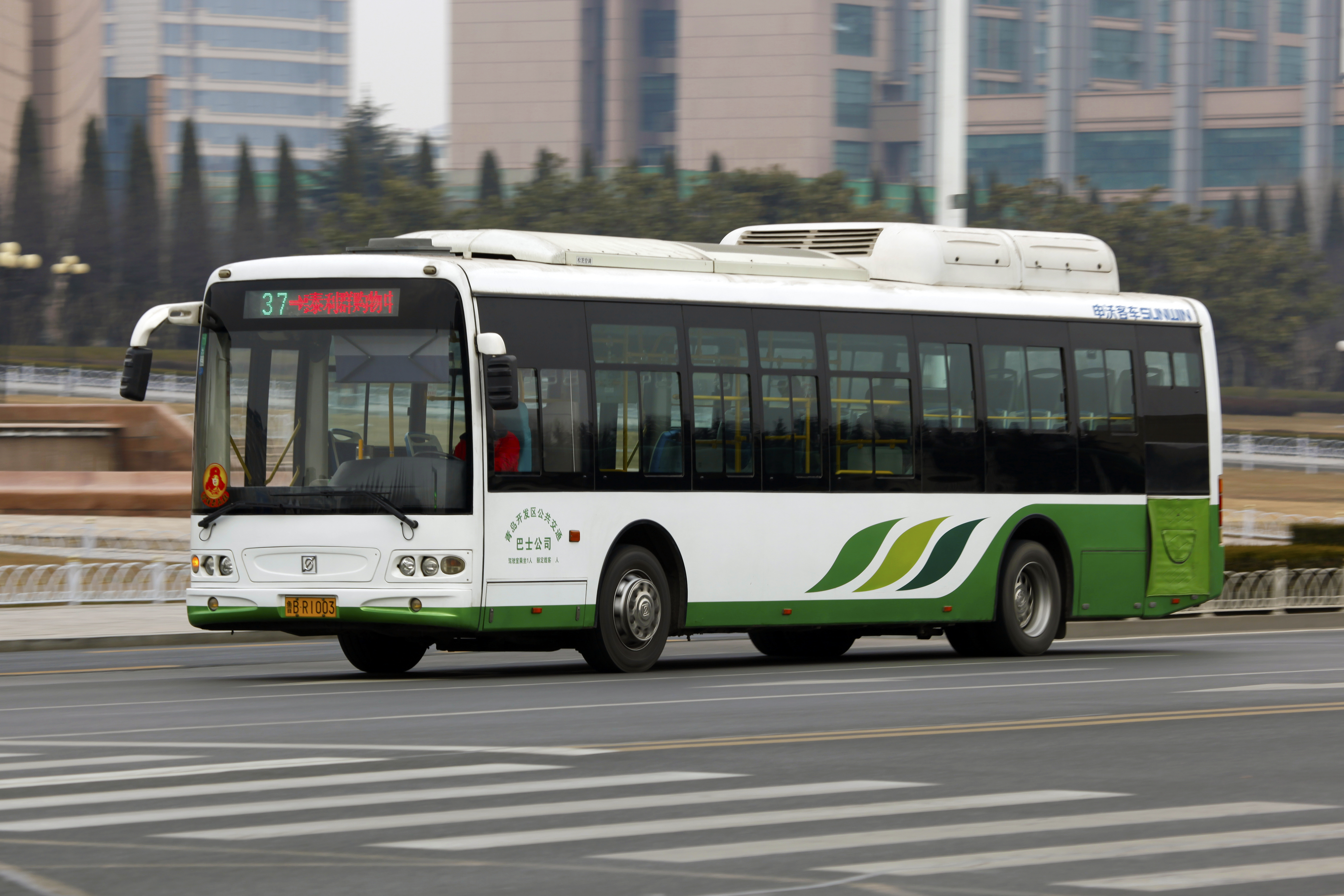
SWB6115Q7-3 青岛开发区公共交通
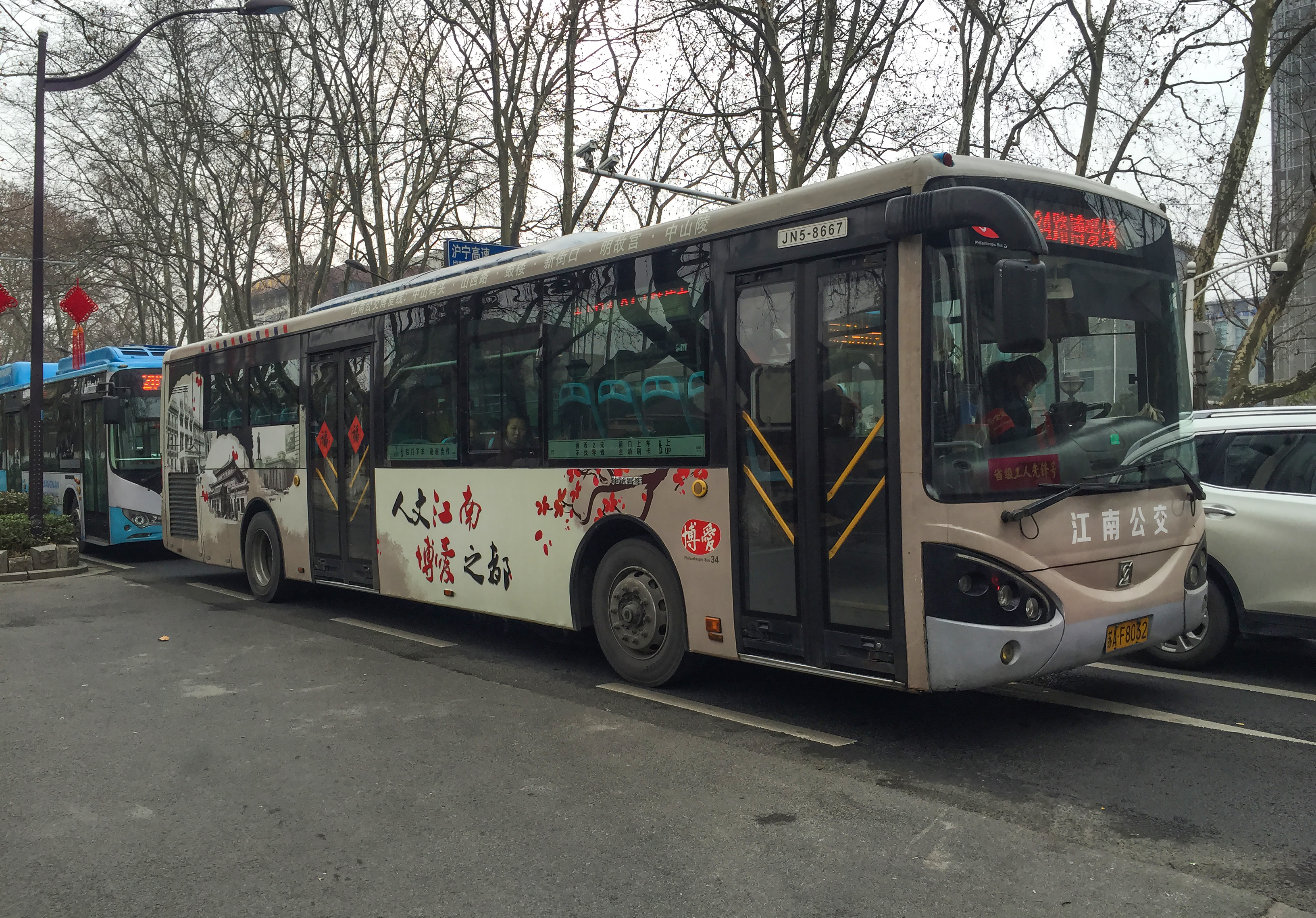
SWB6127LNG2 南京江南公交客运有限公司

### 台灣

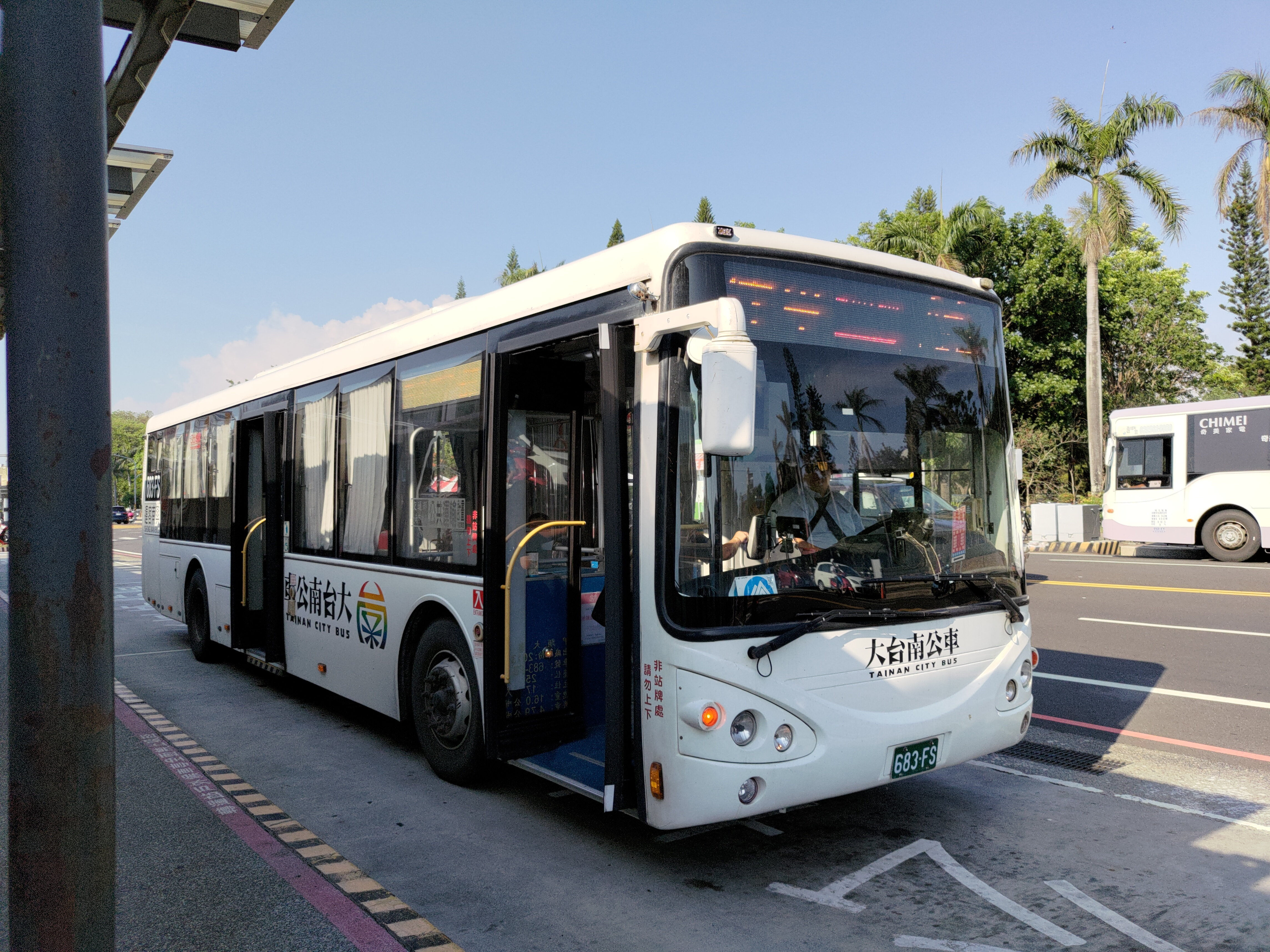
興南客運 SUNWIN SWB6127
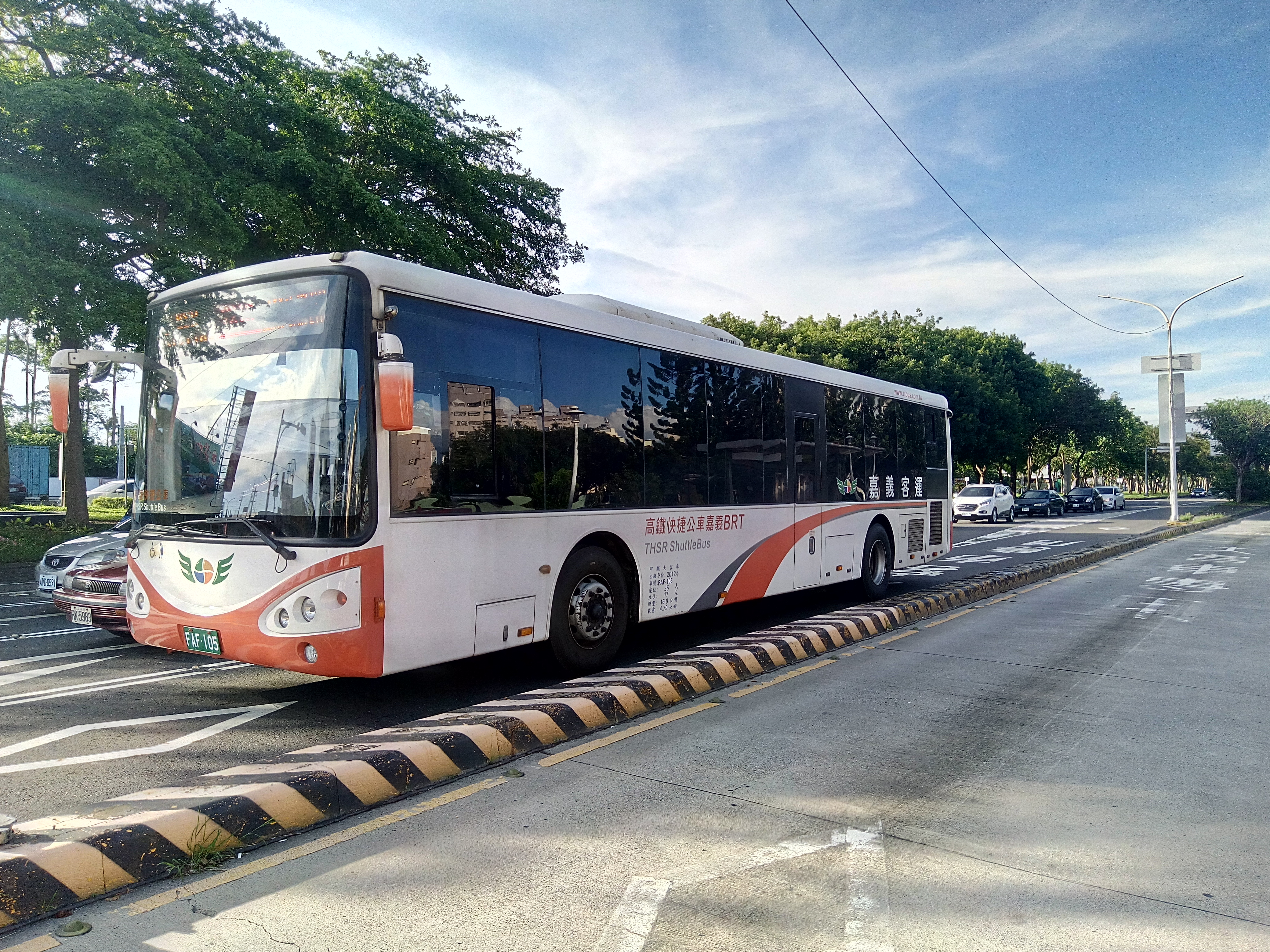
嘉義客運 SUNWIN SWB6127
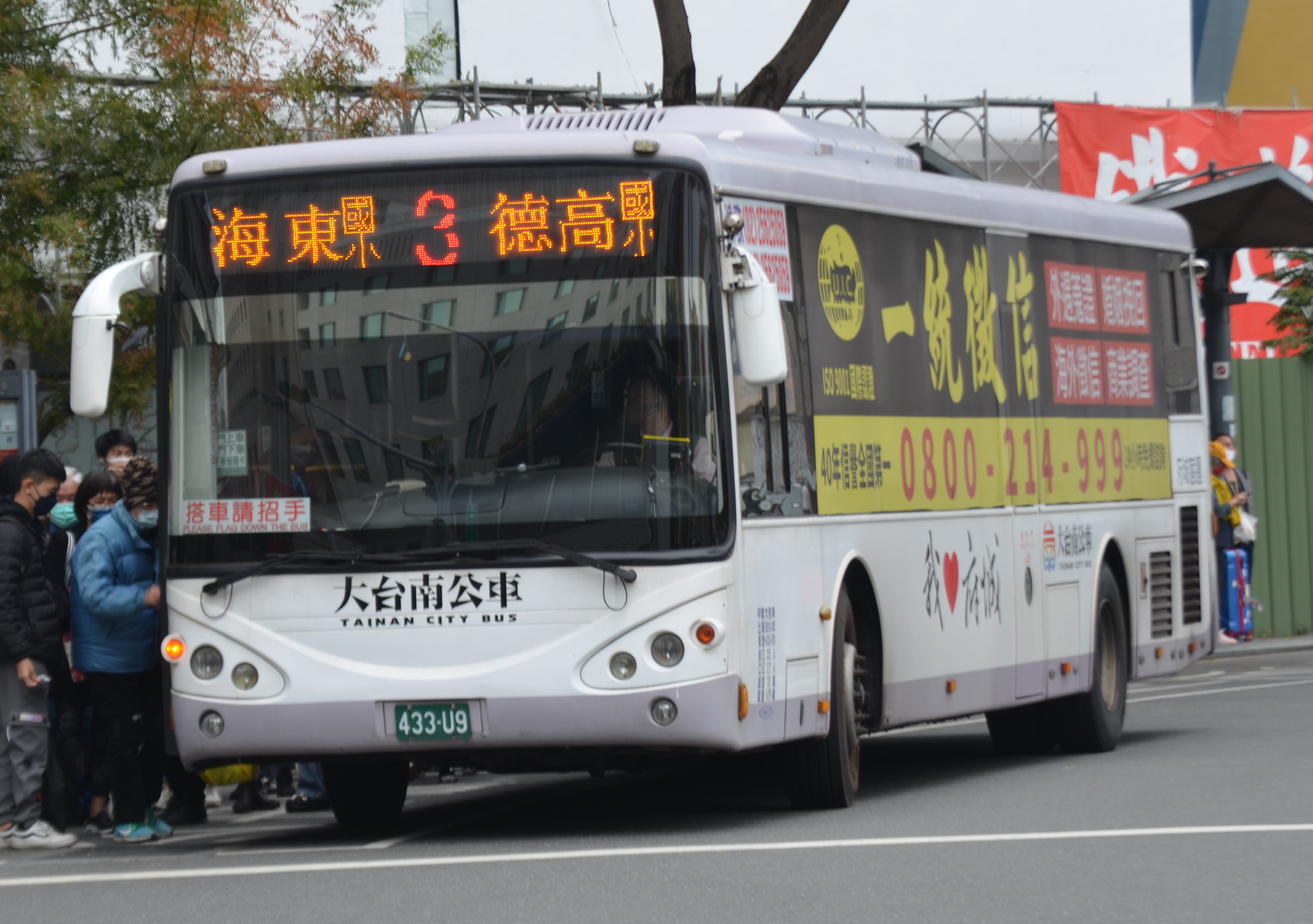
府城客運 SUNWIN SWB6127LE 一般市公車塗裝
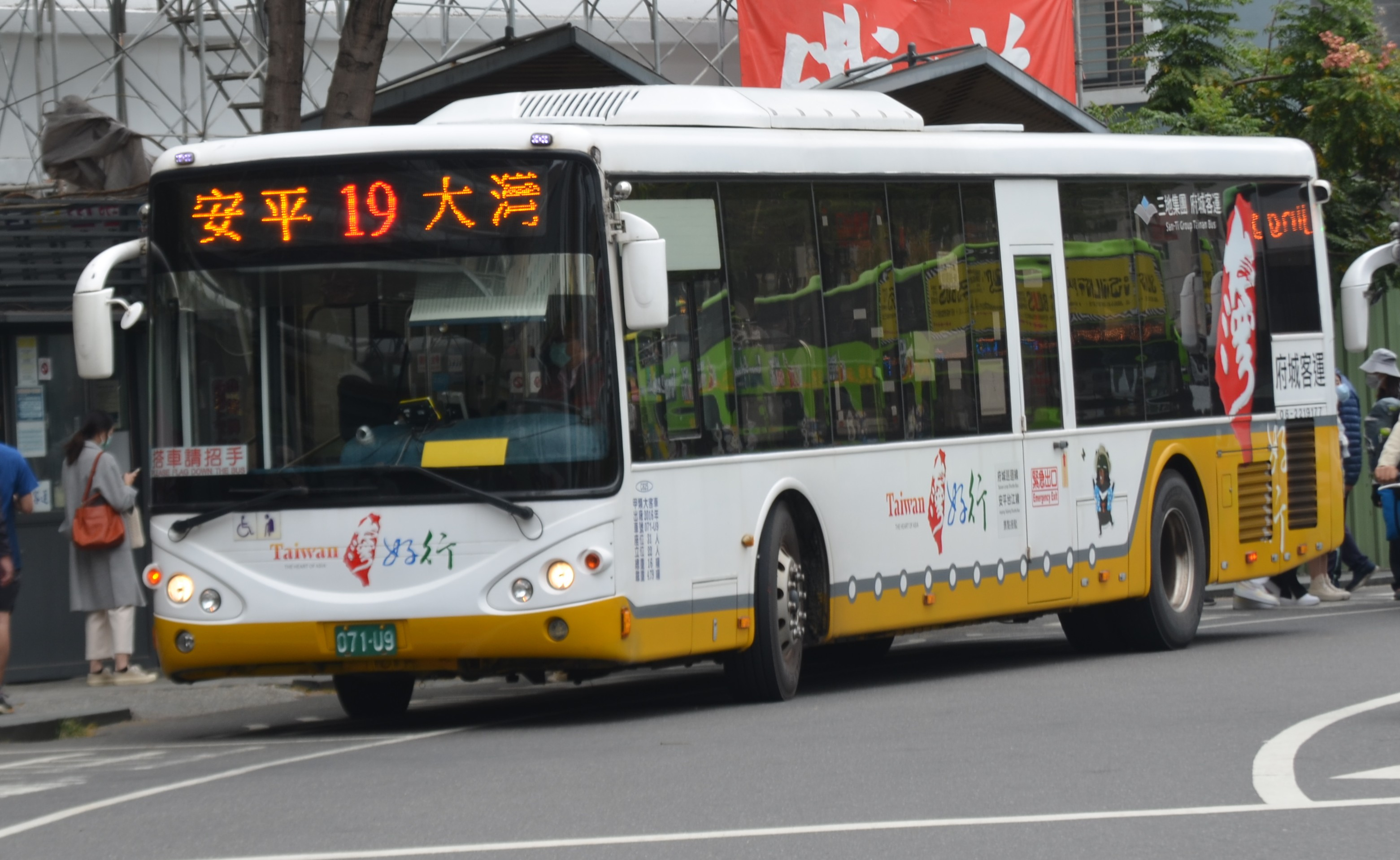
府城客運 SUNWIN SWB6127HG4LE 台灣好型塗裝
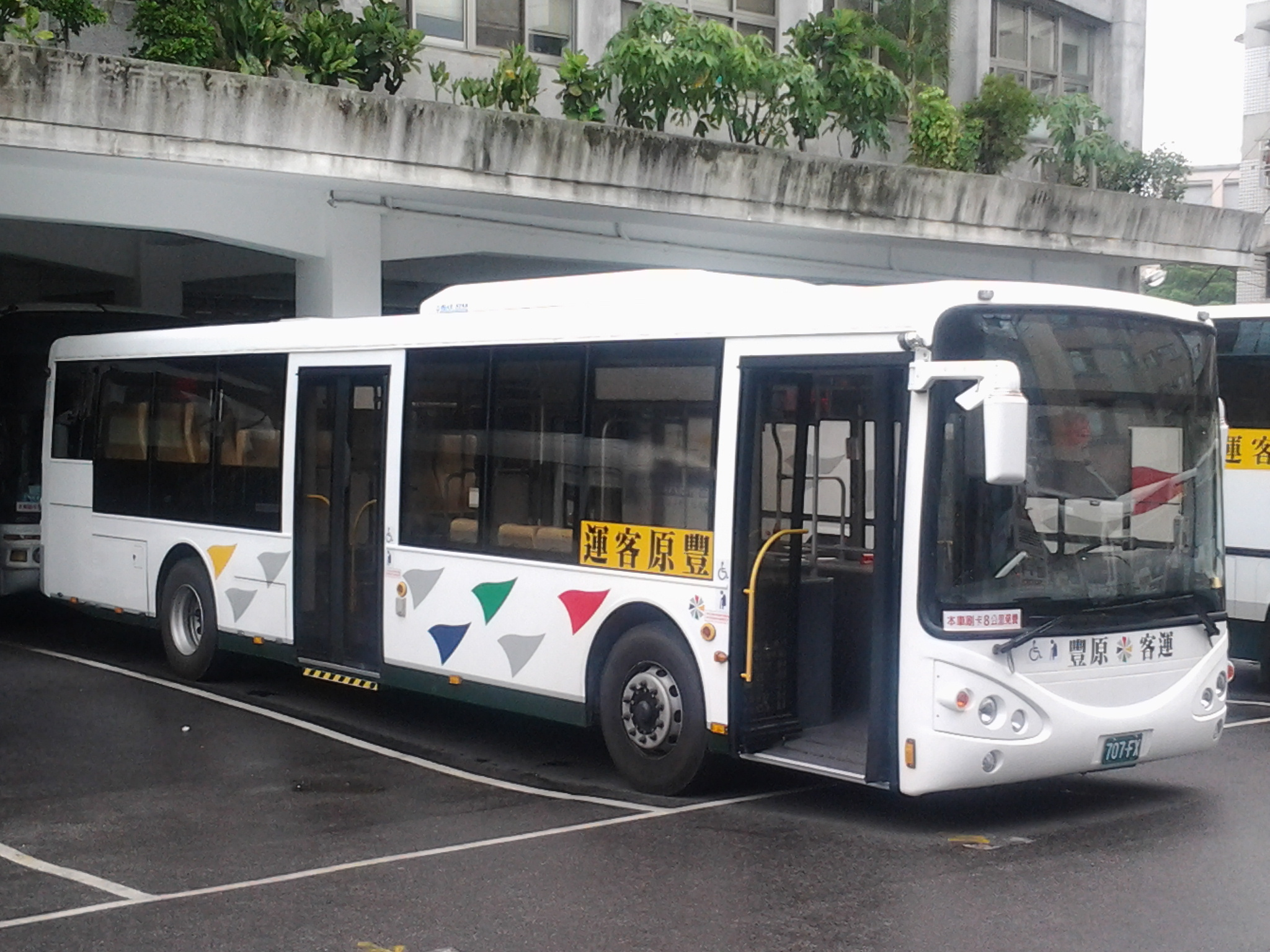
豐原客運 SUNWIN SWB6127
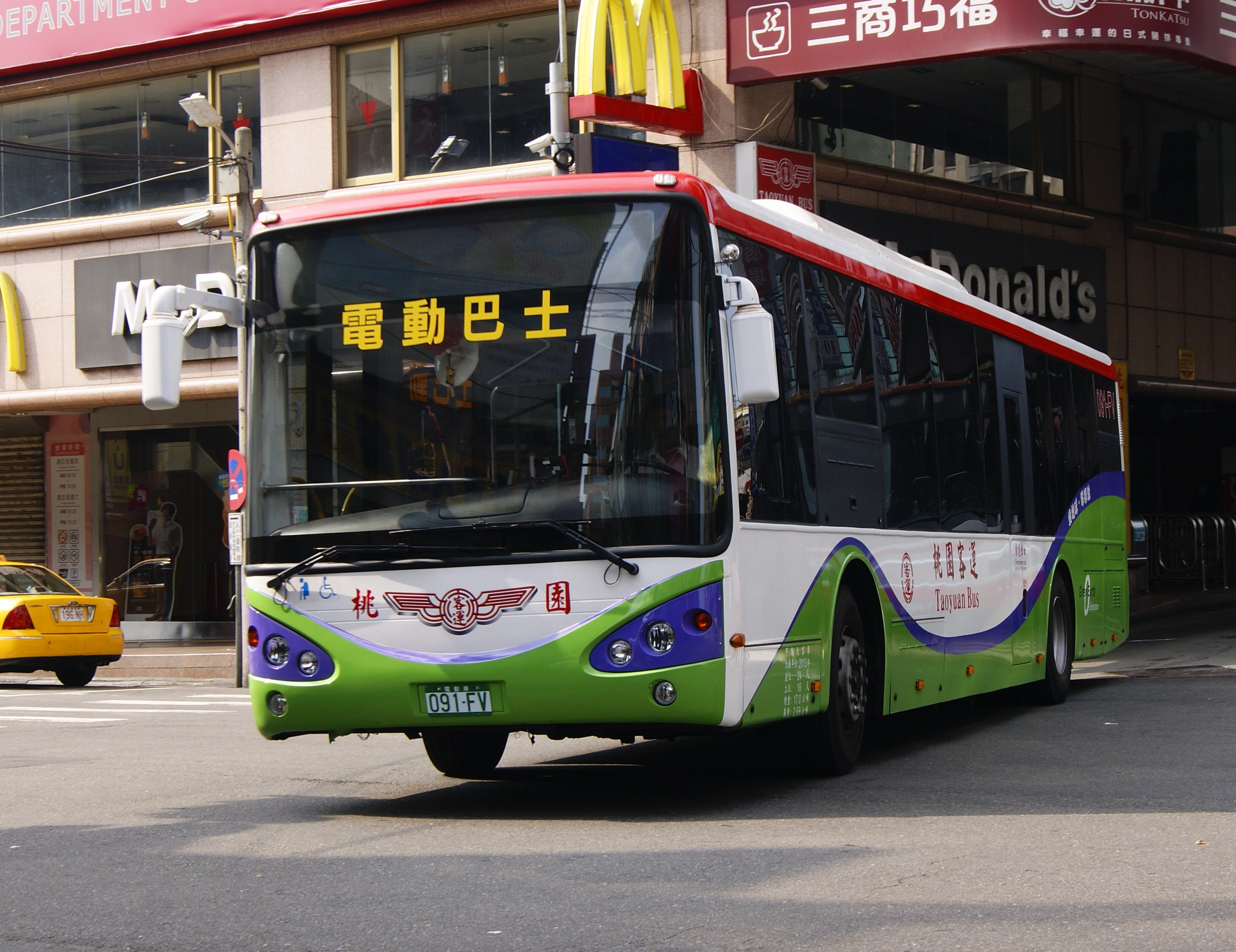
桃園客運 SUNWIN SWB6127EV
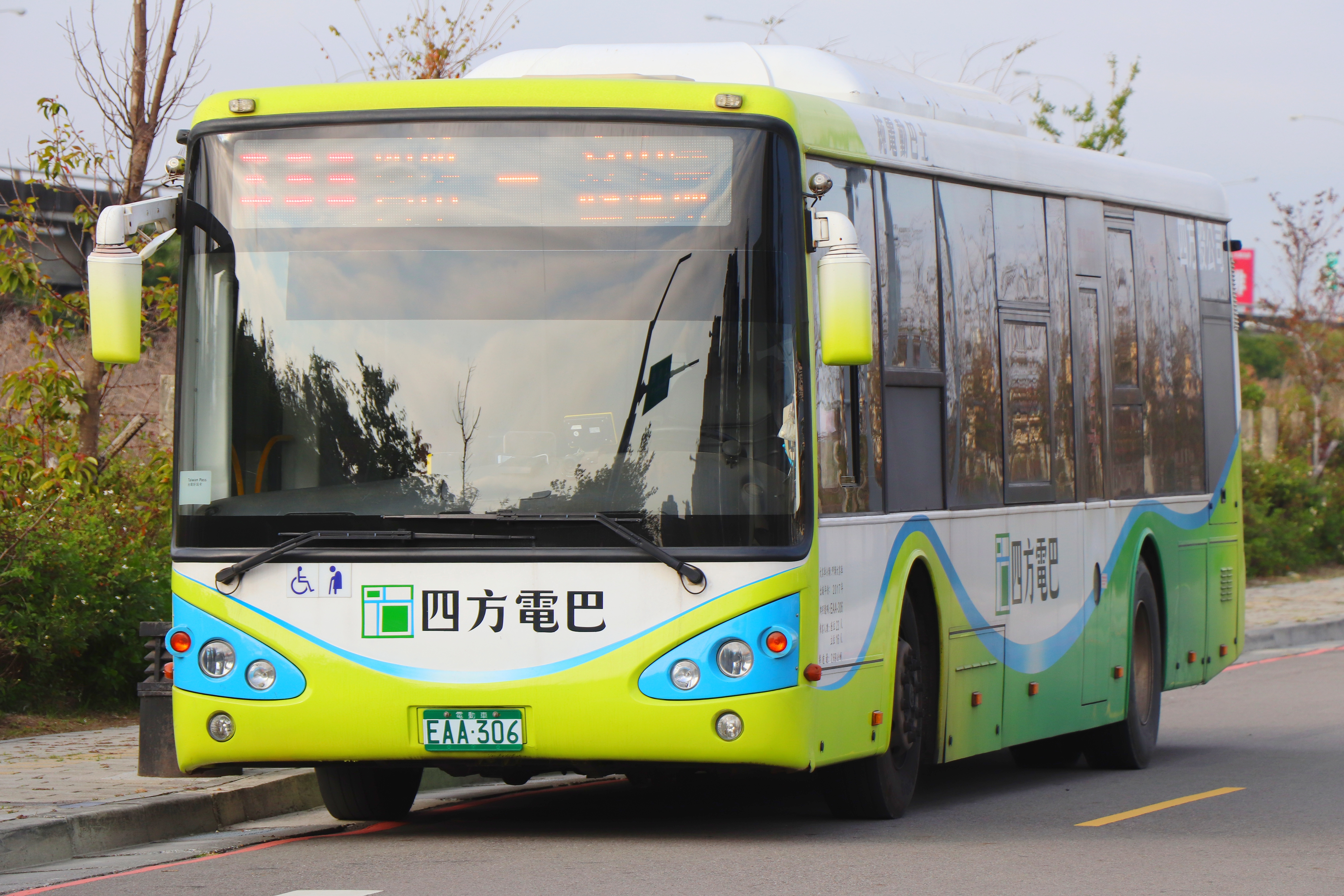
四方巴士 SUNWIN SWB6127EV
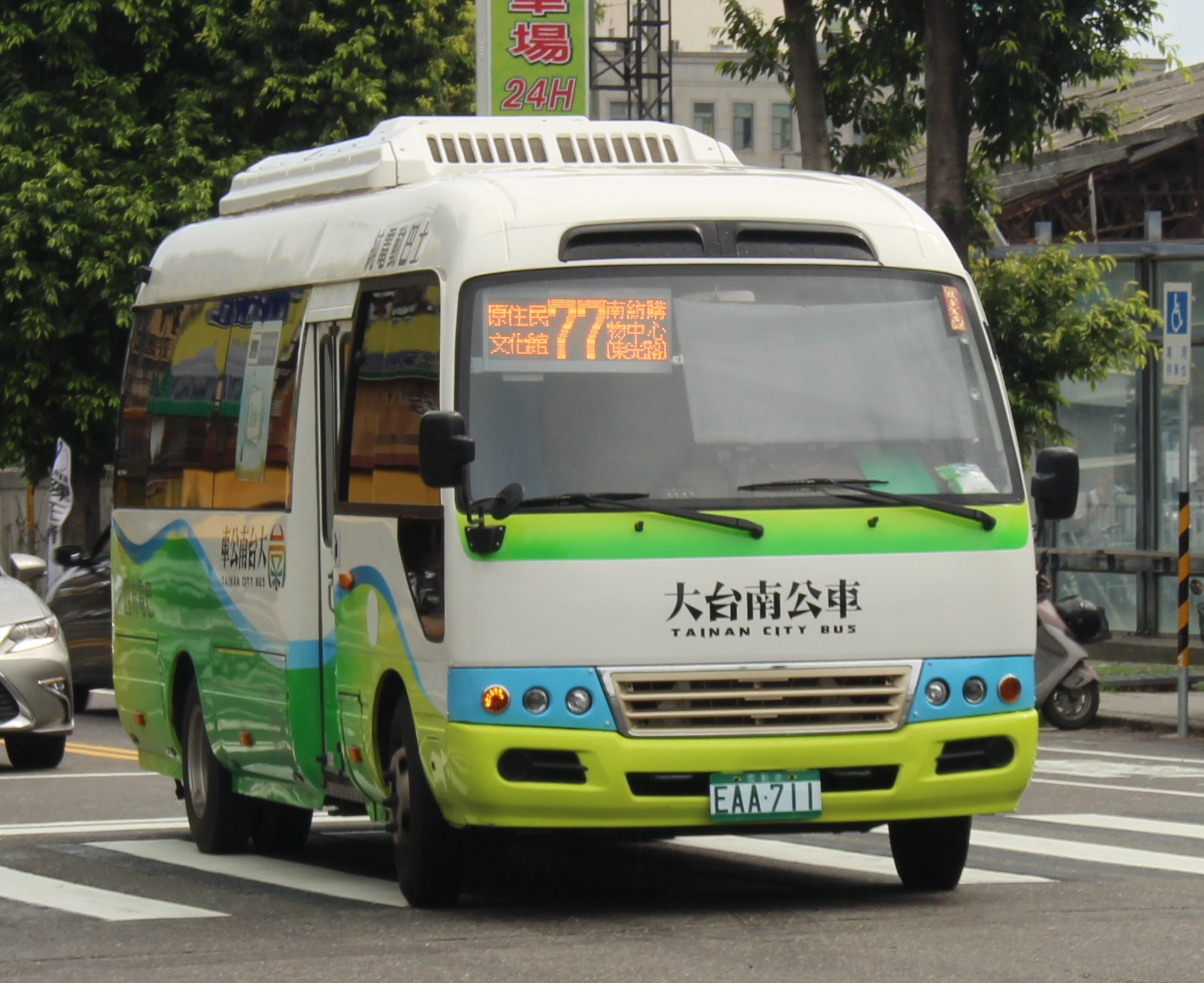
四方巴士 SUNWIN SWB6702EV